# Twin Falls County
Twin Falls County is een county in de Amerikaanse staat Idaho.
De county heeft een landoppervlakte van 4.986 km² en telt 64.284 inwoners (volkstelling 2000). De hoofdplaats is Twin Falls.